# Straight from the Lab
Straight from the Lab – nielegalna kompilacja (bootleg) amerykańskiego rapera Eminema.

## Tło
„Straight from the Lab” jest bootlegiem, czyli nielegalnym wydaniem, które zawiera niewydane wcześniej utwory Eminema. Utwory te były nagrane prawdopodobnie w latach 2001-2003. Niektóre z nich są wersjami demo lub pełnymi wersjami, często w niskiej jakości oraz pozbawione odpowiedniego miksu i masteringu. Ze względu na wiele wycieków z wielu źródeł, niektóre utwory mają różne długości i różną jakość. Nie wiadomo dokładnie, kiedy dokładnie miało miejsce „wydanie” bootlega, najprawdopodobniej w październiku 2003 roku. Do dziś nie wiadomo, kto odpowiadał za wyciek i dlaczego.
Kompilacja zawierająca siedem utworów była możliwa do pobrania jako EP w różnych miejscach Internetu. 7 listopada Universal Music wydało specjalną wersję dystrybuowaną w Europie z dodatkowymi utworami.

### Wersja bootlegowa w Stanach Zjednoczonych
| Nr | Tytuł utworu                                                              | Muzyka              | Długość |
| -- | ------------------------------------------------------------------------- | ------------------- | ------- |
| 1. | „Monkey See, Monkey Do”                                                   | Sticcy Z            | 3:40    |
| 2. | „We Are Americans”                                                        | Eminem · Luis Resto | 4:59    |
| 3. | „I Love You More”                                                         | Eminem · Luis Resto | 4:56    |
| 4. | „Can-I-Bitch”                                                             | Mike Elizondo       | 5:06    |
| 5. | „Bully”                                                                   | Sticcy Z · Gaucho   | 5:17    |
| 6. | „Come On In” (gość. D12)                                                  | Eminem · Luis Resto | 4:34    |
| 7. | „Hailie's Revenge/Hailie's Revenge (Doe Rae Me)” (gość. D12 i Obie Trice) | Mr. Porter          | 5:14    |

### Dodatkowe utwory w wersji europejskiej
| Nr | Tytuł utworu                                          | Muzyka                          | Długość |
| -- | ----------------------------------------------------- | ------------------------------- | ------- |
| 1. | „The Kids”                                            | Bass Brothers · Eminem          | 5:03    |
| 2. | „Stimulate”                                           | Eminem                          | 5:03    |
| 3. | „Explosion”                                           | Eminem                          | 3:08    |
| 4. | „The Conspiracy” (gość. 50 Cent)                      | Sticcy Z                        | 2:49    |
| 5. | „Bump Heads” (gość. 50 Cent, Tony Yayo i Lloyd Banks) | DJ Green Lantern                | 4:37    |
| 6. | „Lose Yourself (Drum & Bass Remix)”                   | Sticcy Z                        | 4:41    |
| 7. | „Cleanin' Out My Closet (Drum & Bass Remix)”          | Eminem · Luis Resto · Jeff Bass | 3:53    |
| 8. | „(God Is) Cleanin' Out My Closet (Religious Remix)”   | Eminem · Luis Resto · Jeff Bass | 5:42    |
| 9. | „Real 911” (gość. B-Real i Boo-Yaa T.R.I.B.E)         | Eminem                          | 4:36    |

### Informacje o niektórych utworach
- „We Are Americans” zostało wydane w zmienionej formie na albumie Encore pod nazwą „We As Americans” na bonusowej płycie CD.
- „I Love You More” również zostało wydane w zmienionej formie na albumie Encore, pod nazwą „Love You More” na bonusowej płycie CD.
- „Bully” jest dissem na Benzino, Irv Gotti i Ja Rule'a[4][5].
- „Come On In” został wydany na drugim albumie D12 D12 World w 2004 roku pod nazwą „6 in the Morning”.
- „Hailie's Revenge” lub czasami nazywany „Hailie's Revenge (Doe Rae Me)” jest dissem na Irv Gotti i odpowiedzią na jego utwór „Loose Change” w którym to ten obraża rodzinę Eminema, w tym jego córkę Hailie[4]. Utwór został wydany jako „(Doe Rae Me)” na mixtapie DJ-a Green Lantern pod tytułem Invasion Part II: Conspiracy Theory w 2003 roku[6].
- „The Kids” został wydany wcześniej w specjalnej edycji albumu The Marshall Mathers LP, wydanej m.in. w Wielkiej Brytanii czy Australii[7].
- Utwory „Stimulate” oraz „Explosion” znalazły się na ścieżce dźwiękowej do filmu 8 Mila., gdzie utwór „Explosion” nazywa się „Rabbit Run”.

W 2022 roku w jednym z wywiadów Eminem przyznał, że gdyby bootleg nie miał miejsca, album Encore wyglądałby inaczej. „We Are Americans” miało rozpoczynać album (a rozpoczyna go skit „Curtains Up”) a po nim miał pojawić się utwór „Bully” ale zamiast niego pojawił się utwór „Evil Deeds”. Przez wyciek, „We Are Americans” oraz „I Love You More” znalazły się na bonusowej płycie a nie na głównym albumie, co Eminema bardzo rozzłościło.

## Straight From The Vault EP/Straight from the Lab 2
W 2011 roku na przestrzeni kilku miesięcy miały miejsce kolejne wycieki utworów Eminema za które był odpowiedzialny, pochodzący z Europy Środkowej użytkownik X (wtedy Twittera) o pseudonimie „NotAfraid2Leak”, którego pseudonim, ironicznie, oznacza „Nieobawiający się zrobić wyciek” oraz pod drugim pseudonimem - Koolo. Użytkownik ten opublikował kilka utworów, m.in. „The People’s Champ (Intro)”, „I Get Money”, „Emulate”, „Ballin’ Uncontrollably”, „Going Crazy”, „Wee Wee”, „G.O.A.T”, „The Apple” oraz „It’s Been Real (Outro)”, które wydał jako nieoficjalną kompilację zatytułowaną Straight From The Vault EP. Wraz z kolejnymi wyciekami na przestrzeni roku powstał mixtape stworzony przez fanów, nazwany Straight from the Lab 2.
Większość utworów była stworzona z myślą o planowanym ostatnim albumie Eminema pod tytułem King Marshall, który miał zostać wydany w 2007 roku a potem z myślą o albumie Relapse 2, który również nie został wydany.

### „Oficjalna” lista utworów
| Nr  | Tytuł utworu                                                   | Muzyka               | Długość |
| --- | -------------------------------------------------------------- | -------------------- | ------- |
| 1.  | „The Apple”                                                    | Eminem · Dr. Dre     | 4:21    |
| 2.  | „Things Get Worse” (gość. B.o.B)                               | Sermstyle            | 3:51    |
| 3.  | „Goin' Crazy” (gość. D12)                                      | Mike & Keys          | 4:03    |
| 4.  | „Where I'm At”                                                 | Boi-1da              | 2:50    |
| 5.  | „Detroit Basketball”                                           |                      | 2:31    |
| 6.  | „Oh No”                                                        | Dr. Dre              | 3:55    |
| 7.  | „Echo” (gość. Royce da 5'9" i Liz Rodrigues)                   | DJ Khalil            | 4:30    |
| 8.  | „Wee-Wee”                                                      |                      | 2:48    |
| 9.  | „Topless” (gość. Nas i Slim the Mobster)                       | DJ Khalil            | 2:37    |
| 10. | „Fly Away” (gość. Just Blaze)                                  | Just Blaze           | 5:08    |
| 11. | „Difficult” (gość. Obie Trice)                                 | Eminem               | 4:42    |
| 12. | „Emulate” (gość. Obie Trice)                                   | Eminem               | 3:12    |
| 13. | „Hello, Good Morning (Freestyle)”                              | Danja                | 1:03    |
| 14. | „Living Proof” (gość. Royce da 5'9")                           |                      | 3:46    |
| 15. | „Cocaine” (gość. Jazmine Sullivan)                             | Salaam Remi          | 4:15    |
| 16. | „I Get Money”                                                  | Apex                 | 1:39    |
| 17. | „Hit Me with Your Best Shot” (gość. D12)                       | Honorable C.N.O.T.E. | 5:23    |
| 18. | „Ballin' Uncontrollably”                                       |                      | 5:31    |
| 19. | „Celebrity (Remix)” (gość. Lloyd Banks i Akon)                 | Dirk Pate            | 4:14    |
| 20. | „Syllables” (gość. Jay-Z, Dr. Dre, 50 Cent, Stat Quo i Cashis) | Dr. Dre              | 5:10    |
| 21. | „G.O.A.T”                                                      |                      | 3:54    |
| 22. | „It's Been Real (Outro)”                                       |                      | 2:17    |

### Inne utwory, czasami wliczane do kompilacji
| Nr | Tytuł utworu | Muzyka     | Długość |
| -- | ------------ | ---------- | ------- |
| 1. | „Nut Up”     | Mr. Porter | 4:23    |
| 2. | „Cut Back”   | Eminem     | 0:52    |
| 3. | „Hip Hop”    | Eminem     |         |

### Informacje o niektórych utworach
- Utwory „Living Proof” oraz „Echo” zostały wydane na debiutanckim EP duetu Bad Meets Evil (składającego się z Eminema i Royce da 5'9") pod tytułem Hell: The Sequel z 2011 roku.
- Utwór „Things Get Worse” znalazł się na mixtape B.o.B EPIC: Every Play Is Crucial z 2011 roku. W 2019 roku  wyciekła inna wersja z nową zwrotką, w której Eminem odnosi się do sprawy przemocy domowej stosowanej przez Chrisa Browna względem Rihanny gdzie mówi, że stanąłby po stronie Chrisa. W 2021 w utworze „Zeus” z albumu Music to Be Murdured By Eminem przeprosił Rihannę.
- Utwór „Goin' Crazy” został zmieniony i wydany na mixtape D12 Return of the Dozen Vol. 2 z 2011 roku pod nazwą „Fame”.
- „Detroit Basketball”, „I Get Money”, „Emulate”, „Going Crazy”, „Wee Wee”, „G.O.A.T”, „The Apple” oraz „It’s Been Real (Outro)” został wydany „oryginalnie” na Straight From The Vault EP.
- Podczas podcastu Paula Rosenberga (menadżera Eminema), on i raper powiedzieli, że istnieje dwadzieścia różnych wersji utworu „Detroit Basketball”. Wersja która wyciekła, jest prawdopodobnie wersją siedemnastą i została nagrana w pierwszej połowie 2008 roku.
- Istnieje inna wersja utworu „Where I At”, w całości wykonywana przez Lloyd Banksa.
- Istnieją inne wersje utworu „Topless”, między innymi jedna wersja zawiera zwrotki jedynie Dr. Dre.
- Pierwotna wersja utworu „Living Proof” miała znaleźć się na albumie Royce da 5'9" Success is Certain.
- Utwór „Cocaine” miał znaleźć się na wersji rozszerzonej albumu Recovery.
- Istnieje kilka wersji utworu „Ballin' Uncontrollably”.
- Utwór „Nut Up” został wypuszczony przez Koolo w 2011 roku w krótkiej wersji. Druga część została wypuszczona w czerwcu 2019 roku a pełna wersja wyciekła w sierpniu.

## Straight from the Lab 3
12 stycznia 2025 roku miał miejsce kolejny wyciek wielu utworów Eminema. Czternaście utworów zostało wydanych jako Straight from the Lab 3, ale na przestrzeni całego miesiąca pojawiały się kolejne utwory. Fani muzyka zaczęli skrupulatną selekcję utworów, aby wykluczyć te, które powstały jako żart, są duplikatami pod inną nazwą lub został wygenerowane przy pomocy sztucznej inteligencji. Rzecznik rapera Dennis Dennehy wypowiedział się na temat wycieku mówiąc, że utwory te nigdy nie miały ujrzeć światła dziennego, powstały jako utwory demo lub eksperymentalne, dissy oraz wydane bez zgody gości występujących w poszczególnych utworach.
Kilka dni po tym wydarzeniu, sprawa została zgłoszona do FBI. Dochodzenie wykazało, że pliki dźwiękowe zostały wykradzione z dysków twardych chronionych hasłem, znajdujących się w studiu Eminema w Ferndale w Michigan pomiędzy październikiem 2019 a styczniem 2020 roku. Osoby w studio uzyskały dostęp do obrazu dysku ze skradzioną muzyką, która była już sprzedawana nielegalnie w Internecie i które - jak wiedzieli - znajdowały się na jednym z wykradzionych dysków. W marcu, FBI oskarżyło Josepha Strange'a, byłego inżyniera dźwiękowego Eminema pracującego w tymże studio w okresie kradzieży, o naruszenie praw autorskich oraz nielegalny transport międzystanowy wykradzionych danych. Zgodnie z oświadczeniem FBI, Strange sprzedawał muzykę prywatnym kolekcjonerom przez Internet w zamian za otrzymanie kryptowalut, a w 2021 podpisał z nimi umowę według której miał otrzymywać specjalną zapłatę za nierozpowszechnianie materiałów Eminema innym osobom.

### Lista utworów, które wyciekły, chronologicznie
| Nr  | Tytuł utworu                                     | Muzyka                                                            | Długość |
| --- | ------------------------------------------------ | ----------------------------------------------------------------- | ------- |
| 1.  | „Marshall Powers”                                | Dr. Dre                                                           | 2:11    |
| 2.  | „Love Drunk”                                     | Dr. Dre                                                           | 3:41    |
| 3.  | „I’m Twisted (Freestyle)”                        | IllaDaProducer                                                    | 1:31    |
| 4.  | „Sociopath” (gość. 50 Cent)                      | Dr. Dre                                                           | 4:43    |
| 5.  | „I'm Sorry (Seasons)”                            | Just Blaze                                                        | 4:43    |
| 6.  | „Follow Me” (gość. Nate Dogg)                    | Scott Storch                                                      | 4:25    |
| 7.  | „Key To My Room”                                 | Dr. Dre                                                           | 4:03    |
| 8.  | „Trade Off” (gość. Slaughterhouse)               | Just Blaze                                                        | 4:55    |
| 9.  | „Jump Out”                                       | Mr. Porter                                                        | 4:00    |
| 10. | „Ritz”                                           | Eminem · Luis Resto                                               | 4:29    |
| 11. | „Freak” (gość. Westside Boogie i Anderson .Paak) | Mr. Porter                                                        | 3:37    |
| 12. | „Take It”                                        | Bass Brothers                                                     | 1:38    |
| 13. | „Antichrist (Skit)”                              |                                                                   | 0:37    |
| 14. | „Antichrist (2005)”                              | Eminem · Luis Resto                                               | 3:54    |
| 15. | „Sexual Healing”                                 | Dr. Dre · Trevor Lawerence                                        | 3:26    |
| 16. | „Sexual Healing” (gość. Dr. Dre)                 | Dr. Dre · Trevor Lawerence                                        | 3:32    |
| 17. | „Back And Forth”                                 | Eminem · Trevor Lawrence                                          | 3:59    |
| 18. | „Paul (skit)”                                    |                                                                   | 0:33    |
| 19. | „Christopher Reeves”                             | Eminem · Luis Resto                                               | 3:17    |
| 20. | „My Darling (2007)”                              | Dr. Dre · Trevor Lawerence                                        | 6:12    |
| 21. | „Careful What You Wish For (2006)”               | Eminem                                                            | 6:06    |
| 22. | „This Is”                                        | DJ Khalil                                                         | 4:32    |
| 23. | „Stepping Stone”                                 | Eminem · Luis Resto                                               | 5:35    |
| 24. | „My First Single”                                | Eminem · Luis Resto                                               | 5:04    |
| 25. | „Little Engine”                                  | Dr. Dre · Mr. Porter · Erik Griggs · Trevor Lawrence · Dem Jointz | 3:01    |
| 26. | „No Regrets”                                     | D.A. Got That Dope · Eminem                                       | 3:25    |
| 27. | „Smack You”                                      | Eminem                                                            | 5:25    |

### Informacje o niektórych utworach
- Utwór „Antichrist” został nagrany w 2005 roku a jego zmieniona wersja pojawiła się w 2024 roku na albumie The Death of Slim Shady (Coup de Grâce).
- Utwór „Christopher Reeves” został nagrany w 2004 roku z myślą o umieszczeniu go na Encore ale jego zmieniona wersja została wydana na The Death of Slim Shady (Coup de Grâce) pod nazwą „Brand New Dance”.
- Utwór „Sexual Healing” jest oryginalną wersją utworu „Is This Love ('09)”, który został umieszczony na kompilacji Curtain Call 2 z 2022 roku. Wersja pierwsza (bez Dr. Dre) jest wersją demo.
- Utwór „Back and Forth” został nagrany w 2009 roku z myślą o umieszczeniu go na Relapse ale jego zmieniona wersja pojawiła się na albumie Music to Be Murdered By z 2020 roku pod nazwą „Discombabulated”.
- Utwory „My Darling” oraz „Careful What You Wish For” są wczesnymi wersjami utworów o tych samych nazwach, które zostały umieszczone na albumie Relapse: Refill w 2009 roku.
- Utwór „This Is” jest wersją demo utworu „Survival”, który znalazł się na albumie The Marshall Mathers LP 2 w 2013 roku.
- Utwór „Jumped Out” miał znaleźć się na anulowanym albumie Dr. Dre Detox.
- Utwór „Freak” został nagrany w okolicach 2017 roku i miał się znaleźć na ścieżce dźwiękowej do serialu Bodied.
- Utwór „My First Single” jest alternatywną wersją utworu „My 1st Single” z albumu Encore i różni się tylko jedną linijką w refrenie.
- Utwór „Little Engine” jest alternatywną wersją utworu „Little Engine” z albumu Music to Be Murdered By i różni się tekstem.
- Utwór „No Regrets” jest wersją demo utworu „No Regerts” z albumu Music to Be Murdered By. Różni się drugą zwrotką oraz nie zawiera gościnnego wokalu Dona Tolivera.
- Utwór „Smack You” jest dissem w stronę Suge Knighta.